# Hardwareinterrupt
Bei einem Hardwareinterrupt (von engl. hardware, Gerät und engl./lat. interrupt, Unterbrechung) wird ein Interrupt durch einen Hardware-Baustein oder durch ein Peripheriegerät ausgelöst.
Dabei unterscheidet man zwischen maskierbaren (sperrbaren) und nichtmaskierbaren Interrupts. Löst ein Gerät einen nichtmaskierbaren Interrupt aus (engl. „non-maskable interrupt“, kurz NMI), so wird dem NMI-Anschluss des Prozessors ein aktives Signal zugeführt. Der Prozessor arbeitet den gerade ausgeübten Befehl ab und führt unmittelbar danach einen Interrupt durch. Beim Gerät wird ein NMI ausgelöst, wenn ein Hardware-Reset durchgeführt werden soll oder ein schwerwiegender Hardware-Fehler vorliegt, zum Beispiel der „Parity Error“. Das ist ein Fehler im Arbeitsspeicher, der jedoch auch bei Befall mit dem Bootvirus „Parity Boot“ ausgelöst werden kann.
Demgegenüber können die Interrupt-Anforderungen (IRQ) maskiert werden. Diese Interrupts liegen am INTR-Anschluss des Prozessors an.
Für die Bedienung von Hardware-Interrupts spielt der Interrupt-Controller eine wichtige Rolle. Er verwaltet mehrere Interrupt-Anforderungen und gibt sie geordnet nach Priorität an den Prozessor weiter.